# Regioni della Svezia
Le Regioni della Svezia sono le amministrazioni provinciali del paese e sono 21, una per ciascuna delle contee della Svezia.

## I consigli
La gestione delle contee svedesi segue il modello napoleonico e il suo tradizionale doppio aspetto: quella di ripartizione statale guidata da una prefettura, il consiglio amministrativo provinciale (länsstyrelsen), e quella di ente locale affidata appunto alle regioni.
Le regioni vengono elette ogni quattro anni in concomitanza con le elezioni politiche. I compiti più importanti dei consigli di contea sono la gestione della sanità e dei trasporti pubblici.
La Regione Gotland che ha anche le responsabilità e i compiti normalmente svolti dal consiglio comunale.  
Nel XX secolo le regioni erano chiamate landsting e le loro assemblee era denominate landstingsfullmäktige, ma nel XXI secolo si volle scegliere una denominazione internazionalmente più riconoscibile.

## Regioni
| Contea          | Regione                    |
| --------------- | -------------------------- |
| Blekinge        | Region Blekinge            |
| Dalarna         | Region Dalarna             |
| Gotland         | Region Gotland             |
| Gävleborg       | Region Gävleborg           |
| Halland         | Region Halland             |
| Jämtland        | Region Jämtland Härjedalen |
| Jönköping       | Region Jönköpings län      |
| Kalmar          | Region Kalmar län          |
| Kronoberg       | Region Kronoberg           |
| Norrbotten      | Region Norrbotten          |
| Skåne           | Region Skåne               |
| Stoccolma       | Region Stockholm           |
| Södermanland    | Region Sörmland            |
| Uppsala         | Region Uppsala             |
| Värmland        | Region Värmland            |
| Västerbotten    | Region Västerbotten        |
| Västernorrland  | Region Västernorrland      |
| Västmanland     | Region Västmanland         |
| Västra Götaland | Västra Götalandsregionen   |
| Örebro          | Region Örebro län          |
| Östergötland    | Region Östergötland        |